# Lovas Gábor
Lovas Gábor (Orosháza, 1976. október 2.-) magyar képzőművész, bábszínházi zenész, zeneszerző, multi-instrumentalista,   művésztanár.

## Életpálya
1998-tól foglalkozik festészettel. Rajztanári oklevelet szerzett Szombathelyen, majd képzőművész diplomát Pécsett 2004-ben. 2005-től 2013-ig békéscsabai Szent-Györgyi Albert középiskola művészeti tagozatán oktatott, ezzel párhuzamosan rendszeresen kiállító festő, autodidakta zenész. 2007-ben az Alföldi Tárlaton bemutatott festményéért a Békéstáji Művészeti Társaság különdíjában részesült.  2013-ban tagja lett a Békéscsabai Napsugár Bábszínháznak. Ettől kezdve színházi zenéléssel, zeneszerzéssel foglalkozik.

## Főbb zeneszerzői munkái
- Farkas Wellmann Éva: A kakaska krajcárkái – bábjáték - 2013. - Békéscsabai Napsugár Bábszínház – rendező: Soós Emőke
- Illyés Gyula: Lúdas Matyi (Földesi Mártonnal) - Sziluettjáték - 2013. - Békéscsabai Napsugár Bábszínház – rendező: Csortán Zsóka
- Grimm: Hófehérke és a hét törpe - mesejáték bábokkal - 2013. -  Békéscsabai Napsugár Bábszínház – rendező: Béres László
- Szász Ilona: Könnycsepp királyfi (Jankov Gyöngyvérrel) – bábjáték - 2014. - Békéscsabai Napsugár Bábszínház – rendező: Csortán Zsóka
- Lackfi János: Paradicsomleves betűtésztával - zenés bábjáték Lackfi János verseire - 2015. - Békéscsabai Napsugár Bábszínház -rendező: Csortán Zsóka
- Kis Ottó: Emese almája - bábjáték Kis Ottó verseire - 2015. - Békéscsabai Napsugár Bábszínház – rendező: Csortán Zsóka
- Markó Róbert: Kőszív (Jankov Gyöngyvérrel) – bábjáték - 2016. - Békéscsabai Napsugár Bábszínház – rendező: Csortán Zsóka
- Tóth Réka Ágnes: Mary és a tenger (Antal Attilával) - bábjáték - 2016. - Békéscsabai Napsugár Bábszínház – rendező: Antal Attila
- Gyuszi - álomjáték kicsiknek - 2017. - Békéscsabai Napsugár Bábszínház - rendező: Juhász Anikó Virág
- Czipott Gábor: Titokzatos jóbarát - bábjáték - 2017. - Békéscsabai Napsugár Bábszínház – rendező: Czipott Gábor
- Szabó Attila: Állat(i) mese - táncjáték - 2017. – Békéscsabai Jókai Színház - Balassi Táncegyüttes – rendező: Ifj. Mlinár Pál
- Tarbay Ede: Hurrá, Kacabajka! - bábjáték - 2018. - Békéscsabai Napsugár Bábszínház – rendező: Márkó Eszter
- Szabó T. Anna: Senki madara - bábjáték - 2020. - Békéscsabai Napsugár Bábszínház – rendező: Csortán Zsóka
- Szilágyi Andor: Leánder és Lenszirom - mesejáték - 2020. - Nemzeti Színház – Budapest – rendező: Márkó Eszter
- Szabó Attila: Holló Jankó – táncjáték - 2020. – Békéscsabai Jókai Színház - Viharsarok Táncszínház - rendező: Ifj. Mlinár Pál
- Hej tulipán - bábjáték - 2021. - Békéscsabai Napsugár Bábszínház - rendező: Csortán Zsóka
- László Miklós: Illatszertár - vígjáték - 2021. - Szatmárnémeti Északi Színház Harag György Társulat - rendező: Márkó Eszter
- Jill Tomlinson: A bagoly, aki félt a sötétben (Rákóczi Antallal) - bábjáték - 2021. - Békéscsabai Napsugár Bábszínház – rendező: Bartal Kiss Rita
- Zalán Tibor: Miska - Álomjáték-etűdök Schéner Mester motívumaira - Meseház - rendező: Bereczki Csilla
- Zalán Tibor: Aranykulcsocska - mesejáték - 2021. - Győri Nemzeti Színház - rendező: Márkó Eszter
- Szabó Attila: Fehérlófia - táncjáték - 2022. - Békéscsabai Jókai Színház - Viharsarok Táncszínház - rendező: Ifj. Mlinár Pál
- Szophoklész: Antigoné - dráma - 2022. - Szolnoki Szigligeti Színház - rendező: Hajdú László
- Illyés Gyula - Márkó Eszter: A virágot lépő lány - bábjáték - 2022. - Békéscsabai Napsugár Bábszínház - rendező: Márkó Eszter
- Tamási Áron: Tündöklő Jeromos - drámai játék - 2022. - Nemzeti Színház - Kárpátaljai Megyei Magyar Drámai Színház - rendező: Márkó Eszter
- Csortán Zsóka - Borbolya és Kikinda boszorkányos történetei - bábjáték - 2023. - Békéscsabai Napsugár Bábszínház - rendező: Csortán Zsóka
- Táncoló Kukac - mozgásjáték kicsiknek - 2023. - Békéscsabai Napsugár Bábszínház - rendező: Góbi Rita
- Csokonai Vitéz Mihály - Az özvegy Karnyóné s két szeleburdiak - vígjáték - 2023. - Kecskeméti Katona József Nemzeti Színház - rendező: Márkó Eszter
- Szabó Attila: Szőke Ciklon - táncjáték - 2023. - Viharsarok Táncszínház - rendező: Ifj. Mlinár Pál
- Kovács Petra: Paprika Jancsi - bábjáték - 2023. - Békéscsabai Napsugár Bábszínház - rendező: Soós Emőke
- Czumbil Emőke: Angyalszemmel - bábjáték - 2023. - Békéscsabai Napsugár Bábszínház - rendező: Czumbil Emőke